# Melrand
 Melrand  (en bretón Mêlrant) es una población y comuna francesa, situada en la región de Bretaña, departamento de Morbihan, en el distrito de Pontivy y cantón de Baud.

## Demografía
| 2149 | 2031 | 1883 | 1771 | 1584 | 1525 |
| Para los censos de 1962 a 1999 la población legal corresponde a la población sin duplicidades (Fuente: INSEE [Consultar]) |      |      |      |      |      |